# Rudolf Wabersich
Rudolf Wabersich (* 13. Januar 1927 in Puletschnei, Tschechoslowakei) ist ein deutscher Agrarwissenschaftler. Er war Politiker und Funktionär der DDR-Blockpartei DBD. Von 1971 bis 1990 war er Abgeordneter der Volkskammer der DDR.

## Berufliche Laufbahn
Wabersich war der Sohn eines Landwirts. In Eisenach besuchte er 1948/49 die Fachschule für Landwirtschaft, die er als staatlich geprüfter Landwirt abschloss. Von 1949 bis 1954 war er als Agronom tätig und unterrichtete als Fachlehrer angehende Agronomen. 1953 begann er ein Fernstudium an der Karl-Marx-Universität Leipzig, das er 1958 als Diplom-Landwirt abschloss. Parallel arbeitete er ab 1954 als Assistent und Oberassistent am Institut für Agrarökonomie in Potsdam und Bernburg (Saale), bis er 1961 in Leipzig zum Dr. agr. promoviert wurde. Seine Dissertation behandelte „Möglichkeiten der Charakterisierung des Standortes für die pflanzliche Produktion an Hand natürlicher Pflanzen“. Danach war er als Oberassistent an der Hochschule für Land- und Nahrungsgüterwirtschaft Bernburg (einer Vorgängerinstitution der Hochschule Anhalt) tätig. Dort habilitierte er sich 1965 mit der Schrift „Untersuchungen am Bernburger Dauerversuch 1910–1962“ und lehrte zunächst als Dozent, ab 1970 als außerordentlicher Professor und schließlich ab 1979 als ordentlicher Professor. Er leitete zudem ab 1970 den Wissenschaftsbereich Technologie der Produktion und Verarbeitung landwirtschaftlicher Erzeugnisse sowie sozialistische Betriebswirtschaft an der HS für Land- und Nahrungsgüterwirtschaft Bernburg.
1973 wurde er mit dem Vaterländischen Verdienstorden in Bronze ausgezeichnet.

## Politische Laufbahn
Wabersich trat 1949 der Demokratischen Bauernpartei Deutschlands bei und gehörte von 1958 bis 1972 dem DBD-Kreisvorstand Bernburg an. Von 1961 bis 1974 saß er im Kreistag Bernburg. 1972 wurde er Mitglied des Parteivorstands der DBD. Zudem war er ab 1974 Vizepräsident der Liga für die Vereinten Nationen. Von 1971 bis 1990 war Mitglied der Volkskammer der DDR. Dort gehörte er zunächst zehn Jahre lang dem Ausschuss für Auswärtige Angelegenheiten an und ab 1981 dem Ausschuss für Industrie, Bauwesen und Verkehr.